# 成绶三
成綬三（1941年—），中華人民共和國外交官及學者。

## 生平
成綬三早年成長於南京並完成學業。1960年代中期大學畢業後，他進入中華人民共和國外交部，曾被派往中國駐美國大使館工作。1992年，他奉調回北京，到中華人民共和國外交部港澳辦公室任處長、副司長，1996年，他任香港特別行政區籌備委員會委員。1997年，他奉派到香港任中英聯合聯絡小組中方代表。2001年初，他奉派到中國駐加納大使館任職，2001年7月退休，返回北京。
他從1980年代起便參與編審北京商務印書館《大英漢詞典》。退休後，他被聘為中國人民大學客座教授，還參與修訂及編撰英漢詞典。
他因致電給前商業電台主持人及港區人大代表李鵬飛，被李鵬飛認為是中國官方對香港媒體的控制而引起一場風波。